# 5 tombe per un medium
5 tombe per un medium és una pel·lícula de terror italiana del 1965 dirigida per Domenico Massimo Pupillo. La pel·lícula va ser una coproducció internacional entre Itàlia i els Estats Units a través de M.B.S. Cinematogràfic, G.I.A. Cinematografica i International Entertainment Corp.

## Parcel·les
Un advocat arriba a un castell per assentar la finca del seu propietari recentment mort. La vídua i la filla del propietari afirmen que el difunt senyor podria convocar les ànimes de les antigues víctimes de la pesta i que el seu esperit vaga pel castell. Aviat, la gent del poble comença a morir d'una manera horrible i violenta quan el senyor mort i les víctimes de la pesta tornen a venjar-se.

## Repartiment
- Walter Brandi com Albert Kovac
- Mirella Maravidi com a Corinne Hauff
- Barbara Steele com a Cleo Hauff
- Alfredo Rizzo com el Dr. Nemek
- Riccardo Garrone com a Joseph Morgan
- Luciano Pigozzi com a Kurt, el criat
- Tilde Till com a Louise, la minyona
- Ennio Balbo com a Oskar Stinner
- Steve Robinson
- René Wolf

## Producció
Abans del 2015, Ralph Zucker es va acreditar com un àlies de Massimo Pupillo, perquè era típic que els cineastes italians s'acreditessin amb noms anglicitzats. El productor Ralph Zucker era un actor infantil estratunidenc a principis dels anys 50. El 1958, Zucker es va traslladar a Itàlia per treballar com a editor i productor. En un número de Video Watchdog el 1991, Alan Upchurch va acreditar la direcció de la pel·lícula només a Zucker basant-se en una entrevista amb Walter Brandi, que va afirmar que Zucker va rodar la pel·lícula. Uns anys més tard, Lucas Balbo va entrevistar a Pupillo que va dir que va deixar Zucker ser acreditat com a director ja que "no li importava la pel·lícula", i que no volia el seu nom tant en aquesta pel·lícula com en Il boia scarlatto. El guionista Roberto Natale també va confirmar Pupillo com a director.
Pupillo va declarar que no tenia bona relació amb l'actriu Barbara Steele al plató i va descriure la seva actitud com "realment repugnant". El quart dia de rodatge, Pupillo va dir que es va enfrontar a ella davant de tota la tripulació i que els dos es van portar bé després d'aquesta trobada.
Zucker va dirigir algunes escenes addicionals que es trobaven al tall estatunidenc de la pel·lícula. inclouen les escenes del pròleg i el suïcidi del personatge en cadira de rodes Stinel (Ennio Balbo). Altres escenes incloses al tall estatunidenc van incloure l'escena d'un cavall matant un home amb una puntada de peu.

## Estrena
5 tombe per un medium es va estrenar a Itàlia el 23 de juny de 1965, on va ser distribuït per Selecta. Va recaptar un total de 89 milions delires italianes. La pel·lícula es va estrenar el 16 de maig de 1967 als Estats Units on va ser distribuïda per Pacemaker Pictures com a doble sessió amb Il boia scarlatto. Sobre l'estrena de la pel·lícula a l'estranger, Roberto Curti, autor de Italian Gothic Horror Films, 1957-1969, va afirmar que 5 tombe per un medium va ser "potser una de les pel·lícules de terror italianes més populars de la dècada a l'estranger."
Diversos llançaments de vídeos casolans tenen moltes versions diferents de la pel·lícula. El DVD de Something Weird Video té una durada de 77 minuts i 30 segons i inclou una escena de nu amb Mirella Maravidi. Aquesta escena no s'inclou al llançament del vídeo de Sinister Cinema, que és de quatre minuts més a causa d'una escena de diàleg addicional.
Severin Films ha anunciat un llançament previst de la pel·lícula en Blu-ray.

## Recepció
En una ressenya contemporània, el Monthly Film Bulletin es va decebre perquè les "criatures" del títol de la pel·lícula es "limiten a la intrusió ocasional d'una mà o un braç plagat", i que la pel·lícula fos "un exercici d'horror bastant rutinari i toix."